# Falsa denuncia
Una falsa denuncia enmarcada en un proceso legal es un delito consistente en imputar hechos ilícitos a alguna persona con conocimiento de la falsedad de los mismos y desprecio absoluto por la verdad ante el funcionario judicial o administrativo que tenga el deber de proceder a su averiguación. Por lo tanto requiere de la notitia criminis, para delimitar este delito con otros relacionados, como injurias o calumnias.  

## La falsa denuncia en España
El delito de denuncia falsa está recogido en el Código Penal Español en su artículo 456. Se trata de un delito pluriofensivo: Ataca a la Administración de Justicia al poner en funcionamiento los mecanismos procesales de la misma y por otro lado, ataca de forma evidente a la persona falsamente denunciada, dañando el honor en los términos previstos por el delito de calumnia. En España, imputar delitos falsos puede consistir tanto en atribuir hechos no cometidos como en alterar sustancialmente sus aspectos esenciales (tanto narrándolos como alterando imágenes, por ejemplo). Asimismo, tiene el juez, fiscal o  funcionario administrativo sobre el que recaiga la denuncia tiene la obligación de proceder, de oficio, a la investigación de la falsedad de la misma, siempre y cuando se impute de manera cierta y eficiente hechos falsos. Únicamente podrá perseguirse el delito de falsa denuncia tras haberse dictado sentencia o auto absolutorio, que revelen la inocencia del denunciado y la existencia de indicios bastantes en la falsedad de la acusación.

### Incidencia de delitos de falsa denuncia en España
En España se produjo sentencia condenatoria en 544 delitos de denuncia falsa/falsa acusación en el año 2016

#### Denuncias falsas por Violencia de género
La falsa denuncia en España ha tomado notoriedad como delito de escrutinio social recientemente debido a la sensibilización de la sociedad española frente a los delitos de Violencia de Género. Y al respecto hay un profundo debate acerca del alcance de las cifras emitidas por los Organismos del Poder Judicial:

- Así, la MEMFIS (Memoria de la Fiscalía General del Estado) arroja los siguientes datos al respecto (2016):[8] De las 142.893 denuncias por Violencia de Género interpuestas se investigó de oficio la falsedad de las mismas en 16 de ellas. Lo que da lugar a (en el caso de que todas las investigadas sean falsas  una vez termine todo el proceso judicial) a un bajísimo porcentaje,  del 0,011% sin embargo este porcentaje no es fiable del todo debido a que las denuncias que cuentan en esta investigación tienen unos requisitos que distan de la realidad como lo son:

La mujer que ha denunciado en falso tienen que ser perseguida de oficio por la fiscalía.
Que esto se lleve a cabo tras el archivo por la retirada de la acusación del fiscal sólo en juicio oral.
El procedimiento contra la mujer y la correspondiente condena tienen que ocurrir en el mismo año.
- Los sectores críticos afirman que la investigación por denuncias falsas en España es muy baja y afirman que los datos al respecto están sesgados,[11] pues no se tiene en cuenta que del total de denuncias presentadas (142.893) sólo acaban en sentencia condenatoria 31.234, lo que supone un 21%[12].; dichos críticos sostienen que el desfase producido entre las denuncias que no resultan en condena (aproximadamente el 79%) y el escaso número de denuncias falsas (0,01%) no resulta creíble,[13] tal y como se observa en la tabla inferior.

| Denuncias instruidas        | 1.034.613 | 100%   |
| Desistimientos y archivadas | 706.568   | 68,29% |
| Sentencias absolutorias     | 120.048   | 11,60% |
| Sentencias condenatorias    | 207.997   | 20,10% |

## La falsa denuncia en Europa
Las denuncias por violencia sexual cuya falsedad se comprobó ascienden al 4% de los casos en Reino Unido, y en el resto de Europa entre el 2% y el 6%